# Dzinara Alimbekavová
Dzinara Alimbekavová, někdy Dzinara Alimbekava, bělorusky Дзінара Талгатаўна Алімбекава, (* 5. ledna 1996 Abaj) je běloruská reprezentantka v biatlonu a olympijská vítězka ze závodu ženských štafet na Zimních olympijských hrách 2018.
Biatlonu se věnuje od roku 2008. Ve světovém poháru debutovala v lednu 2016 ve sprintu v Anterselvě.
Ve světovém poháru ve své dosavadní kariéře zvítězila v jednom individuálním závodě, když v prosinci 2020 zvítězila ve sprintu v rakouském Hochfilzenu.

## Výsledky

### Olympijské hry a mistrovství světa
| Sezóna  | D   | Místo         | SP  | SZ  | HZ  | IZ  | ŠT  | SŠT | SZD | Věk    |
| ------- | --- | ------------- | --- | --- | --- | --- | --- | --- | --- | ------ |
| 2017/18 | ZOH | Pchjongčchang | 56. | –   | –   | –   | 1.  | –   | ×   | 22 let |
| 2018/19 | MS  | Östersund     | 13. | 35. | –   | 85. | 11. | –   | –   | 23 let |
| 2019/20 | MS  | Anterselva    | 72. | –   | –   | –   | 13. | –   | –   | 24 let |
| 2020/21 | MS  | Pokljuka      | 40. | 21. | 26. | 17. | 4.  | 14. | –   | 25 let |
| 2021/22 | ZOH | Peking        | 15. | 19. | 12. | 5.  | 13. | 6.  | ×   | 26 let |

### Světový pohár
Sezóna 2020/2021
| ČSP              | Místo                    | SP            | SZ  | HZ  | IZ | ŠT  | SŠT | SZD |
| ---------------- | ------------------------ | ------------- | --- | --- | -- | --- | --- | --- |
| 1.               | Kontiolahti              | 6.            | –   | –   | 8. | –   | –   | –   |
| 2.               | Kontiolahti (2)          | 7.            | 4.  | –   | –  | 12. | –   | –   |
| 3.               | Hochfilen                | 1.            | 2.  | –   | –  | 10. | –   | –   |
| 4.               | Hochfilzen (2)           | 31.           | 11. | 20. | –  | –   | –   | –   |
| 5.               | Oberhof                  | 37.           | 16. | –   | –  | –   | 4.  | –   |
| 6.               | Oberhof (2)              | 12.           | –   | 13. | –  | 2.  | –   | –   |
| 7.               | Anterselva               | –             | –   | 30. | 8. | 5.  | –   | –   |
| 9.               | Nové Město na Moravě     | 4.            | 26. | –   | –  | 2.  | –   | –   |
| 10.              | Nové Město na Moravě (2) | 6.            | 2.  | –   | –  | –   | –   | –   |
| 11.              | Östersund                | 11.           | 27. | 2.  | –  | –   | –   | –   |
| Celkové umístění | Celkové umístění         | 6.            | 5.  | 11. | 9. | 5.  | 10. | 10. |
| Celkové umístění | Celkové umístění         | 734 bodů (7.) |     |     |    | 5.  | 10. | 10. |

Sezóna 2021/22
| ČSP              | Místo            | SP                                                                                  | SZ                                                                                  | HZ                                                                                  | IZ                                                                                  | ŠT                                                                                  | SŠT                                                                                 | SZD                                                                                 |
| ---------------- | ---------------- | ----------------------------------------------------------------------------------- | ----------------------------------------------------------------------------------- | ----------------------------------------------------------------------------------- | ----------------------------------------------------------------------------------- | ----------------------------------------------------------------------------------- | ----------------------------------------------------------------------------------- | ----------------------------------------------------------------------------------- |
| 1.               | Östersund        | 4.                                                                                  | –                                                                                   | –                                                                                   | 4.                                                                                  | –                                                                                   | –                                                                                   | –                                                                                   |
| 2.               | Östersund (2)    | 4.                                                                                  | 10.                                                                                 | –                                                                                   | –                                                                                   | 2.                                                                                  | –                                                                                   | –                                                                                   |
| 3.               | Hochfilzen       | 8.                                                                                  | 4.                                                                                  | –                                                                                   | –                                                                                   | –                                                                                   | –                                                                                   | –                                                                                   |
| 4.               | Annecy           | 6.                                                                                  | 11.                                                                                 | 19.                                                                                 | –                                                                                   | –                                                                                   | –                                                                                   | –                                                                                   |
| 5.               | Oberhof          | 4.                                                                                  | 3.                                                                                  | –                                                                                   | –                                                                                   | –                                                                                   | 2.                                                                                  | –                                                                                   |
| 6.               | Ruhpolding       | 4.                                                                                  | 6.                                                                                  | –                                                                                   | –                                                                                   | 5.                                                                                  | –                                                                                   | –                                                                                   |
| 7.               | Anterselva       | –                                                                                   | –                                                                                   | 2.                                                                                  | 7.                                                                                  | 13.                                                                                 | –                                                                                   | –                                                                                   |
| 8.               | Kontiolahti      | nestartovala kvůli vyloučení ruských a běloruských závodníků za akcí pořadaných IBU | nestartovala kvůli vyloučení ruských a běloruských závodníků za akcí pořadaných IBU | nestartovala kvůli vyloučení ruských a běloruských závodníků za akcí pořadaných IBU | nestartovala kvůli vyloučení ruských a běloruských závodníků za akcí pořadaných IBU | nestartovala kvůli vyloučení ruských a běloruských závodníků za akcí pořadaných IBU | nestartovala kvůli vyloučení ruských a běloruských závodníků za akcí pořadaných IBU | nestartovala kvůli vyloučení ruských a běloruských závodníků za akcí pořadaných IBU |
| 9.               | Otepää           | nestartovala kvůli vyloučení ruských a běloruských závodníků za akcí pořadaných IBU | nestartovala kvůli vyloučení ruských a běloruských závodníků za akcí pořadaných IBU | nestartovala kvůli vyloučení ruských a běloruských závodníků za akcí pořadaných IBU | nestartovala kvůli vyloučení ruských a běloruských závodníků za akcí pořadaných IBU | nestartovala kvůli vyloučení ruských a běloruských závodníků za akcí pořadaných IBU | nestartovala kvůli vyloučení ruských a běloruských závodníků za akcí pořadaných IBU | nestartovala kvůli vyloučení ruských a běloruských závodníků za akcí pořadaných IBU |
| 10.              | Oslo             | nestartovala kvůli vyloučení ruských a běloruských závodníků za akcí pořadaných IBU | nestartovala kvůli vyloučení ruských a běloruských závodníků za akcí pořadaných IBU | nestartovala kvůli vyloučení ruských a běloruských závodníků za akcí pořadaných IBU | nestartovala kvůli vyloučení ruských a běloruských závodníků za akcí pořadaných IBU | nestartovala kvůli vyloučení ruských a běloruských závodníků za akcí pořadaných IBU | nestartovala kvůli vyloučení ruských a běloruských závodníků za akcí pořadaných IBU | nestartovala kvůli vyloučení ruských a běloruských závodníků za akcí pořadaných IBU |
| Celkové umístění | Celkové umístění | 9.                                                                                  | 8.                                                                                  | 19.                                                                                 | 3.                                                                                  | 10.                                                                                 | 14.                                                                                 | 14.                                                                                 |
| Celkové umístění | Celkové umístění | 589 bodů (7.)                                                                       |                                                                                     |                                                                                     |                                                                                     | 10.                                                                                 | 14.                                                                                 | 14.                                                                                 |

## Vítězství v závodech světového poháru, na mistrovství světa a olympijských hrách

### Individuální
| Č. | sezóna    | datum             | místo                | disciplína |
| -- | --------- | ----------------- | -------------------- | ---------- |
| 1. | 2020/2021 | 11. prosince 2020 | Hochfilzen, Rakousko | sprint     |

### Kolektivní
| Č.                            | sezóna    | datum          | místo                            | disciplína |
| ----------------------------- | --------- | -------------- | -------------------------------- | ---------- |
| OH                            | 2017/2018 | 22. února 2018 | Pchjongčchang, Jižní Korea (ZOH) | štafeta    |
| – závod na olympijských hrách |           |                |                                  |            |